# Шпагино (селище)
Шпа́гино (рос. Шпагино) — селище у складі Зоринського району Алтайського краю, Росія. Адміністративний центр Шпагинської сільської ради.

## Населення
Населення — 583 особи (2010; 508 у 2002).
Національний склад (станом на 2002 рік):
- росіяни — 96 %